# Goudelancourt-lès-Pierrepont
Goudelancourt-lès-Pierrepont és un municipi francès situat al departament de l'Aisne i a la regió dels Alts de França. L'any 2007 tenia 127 habitants.

## Demografia

### Població
El 2007 la població de fet de Goudelancourt-lès-Pierrepont era de 127 persones. Hi havia 54 famílies de les quals 12 eren unipersonals (4 homes vivint sols i 8 dones vivint soles), 19 parelles sense fills i 23 parelles amb fills.
La població ha evolucionat segons el següent gràfic:
Habitants censats

### Habitatges
El 2007 hi havia 64 habitatges, 54 eren l'habitatge principal de la família, 3 eren segones residències i 7 estaven desocupats. Tots els 61 habitatges eren cases. Dels 54 habitatges principals, 45 estaven ocupats pels seus propietaris i 10 estaven llogats i ocupats pels llogaters; 3 tenien dues cambres, 7 en tenien tres, 15 en tenien quatre i 29 en tenien cinc o més. 39 habitatges disposaven pel capbaix d'una plaça de pàrquing. A 21 habitatges hi havia un automòbil i a 26 n'hi havia dos o més.

### Piràmide de població
La piràmide de població per edats i sexe el 2009 era:
| Homes | Edats   | Dones |
| ----- | ------- | ----- |
| 0     | 95 o +  | 0     |
| 0     | 90 a 94 | 0     |
| 0     | 85 a 89 | 0     |
| 4     | 80 a 84 | 0     |
| 0     | 75 a 79 | 0     |
| 4     | 70 a 74 | 0     |
| 8     | 65 a 69 | 8     |
| 4     | 60 a 64 | 8     |
| 0     | 55 a 59 | 0     |
| 8     | 50 a 54 | 4     |
| 0     | 45 a 49 | 0     |
| 4     | 40 a 44 | 8     |
| 12    | 35 a 39 | 8     |
| 12    | 30 a 34 | 12    |
| 4     | 25 a 29 | 0     |
| 12    | 20 a 24 | 0     |
| 12    | 15 a 19 | 0     |
| 8     | 10 a 14 | 4     |
| 16    | 5 a 9   | 4     |
| 8     | 0 a 4   | 4     |

## Economia
El 2007 la població en edat de treballar era de 82 persones, 57 eren actives i 25 eren inactives. De les 57 persones actives 46 estaven ocupades (25 homes i 21 dones) i 11 estaven aturades (7 homes i 4 dones). De les 25 persones inactives 9 estaven jubilades, 7 estaven estudiant i 9 estaven classificades com a «altres inactius».

### Ingressos
El 2009 a Goudelancourt-lès-Pierrepont hi havia 58 unitats fiscals que integraven 143 persones, la mediana anual d'ingressos fiscals per persona era de 17.173 €.

### Activitats econòmiques
L'únic establiment que hi havia el 2007 era d'una empresa de comerç i reparació d'automòbils.
L'any 2000 a Goudelancourt-lès-Pierrepont hi havia 5 explotacions agrícoles.

## Equipaments sanitaris i escolars
El 2009 hi havia una escola maternal integrada dins d'un grup escolar amb les comunes properes formant una escola dispersa.

## Poblacions més properes
El següent diagrama mostra les poblacions més properes.